# Јулија Соемија
Јулија Соемија Басијана (лат. Iulia Soaemias Bassiana, рођена око 180, убијена 11. марта 222. године) била је мајка цара Елегабала, а сама је владала Римским царством за време малолетства свог сина. Њено име „Соемија“ је арапског порекла.
Јулија Соемија је била кћи Јулије Мезе. Била је и сестричина цара Септимија Севера и сестра Јулије Мамеје. 
217. њен сестрић римски цар Каракала је био убијен и престо је заузео Макрин. Фамилији бившег цара је било дозвољено да се повуче у Сирију; чак им нису одузета ни финансијска средства. Заједно са својом мајком, Јулија Соемија је организовала заверу за збацивање Макрина и постављања на престо свог сина, Елагабала. Да би ојачали Елагабалову позицију, две Јулије су рашириле гласине да је Елегабал био Каракалин ванбрачни син. Једна легија је прешла на страну противника Макрина и стала уз жене из династије Севера.
8. јуна 218. у близини Антиохије дошло је до одлучне битке. Јулија Меза и Јулија Соемија су биле заједнсо са војском. Касије Дион, који је и сам био непосредни сведок догађаја, пише да се млади Елегабал спремао на бекство пред наступајућим Макриновим трупама, али су га Јулија Меза и Јулија Соемија зауставиле и тако омогућиле победу. Ово је било одлучујуће: да је Елегабал побегао, војска би се толико деморалисала, да би пропаст династије Севера била неизбежна. 
Тако је 218. године Макрин био убијен и Елагабал је дошао на престо.
Јулија Соемија је постала de facto владар Римског царства, будући да је Елегабал био малолетан и заинтересован само за веру. Њихова заједничка владавина није била популарна и донела је незадовољство. Јулију Соемија и њеног сина су убили преторијанци 222. године. Касније је Јулија проглашена за државног непријатеља и избирсан је из свих државних спискова.
У Царским повестима Јулија Соемија се као описује као проститутка. Даље, у овом гротескном извештају стоји да је Јулија Соемија планирала формирање женског сената. У стварности, Јулија Соемија је била мало заинтересована за политику за разлику од своје мајке, Јулије Мезе.